# Tefal
Tefal (от Teflon и aluminium) — французская торговая марка, под которой производят бытовые приборы и посуду. В 1968 году компания Tefal была приобретена Groupe SEB, которая также владеет брендами Rowenta и Moulinex.

## История бренда Tefal
Французский инженер Марк Грегуар (фр. Marc Gregoire) в период, когда DuPont проводила тестирование нового полимерного материала тефлона в поисках способов его применения, раздобыл небольшое его количество, намереваясь использовать его в рыболовных снастях (чтобы они меньше запутывались и с целью облегчить их распутывание). Тогда его жена попросила у него покрыть этим скользким материалом кухонную сковородку. Результат оказался удачным, Грегуар запатентовал антипригарную посуду в 1954 году под маркой «Tefal» (название состоит из первых слогов слов Teflon и aluminium). и создал завод по её производству в 1956 году.
Штаб-квартира компании Tefal находится в Сарселе (Франция).
К концу 1956 года новое производство выпускало 100 сковород в день. Изобретение продавалось под лозунгом «Сковорода TEFAL — первая сковорода, которая действительно не пригорает». К 1961 году спрос на сковороды Tefal достиг 1 миллиона единиц в месяц.
В 1968 году Tefal стала лидирующим производителем посуды во Франции с объёмом продаж в 49 миллионов франков. Французская группа компаний по производству бытовых приборов Groupe SEB заключает сделку о приобретении Tefal.

## Технологии Tefal
На протяжении своей истории компания SEB расширяла ассортимент продукции марки Tefal за счет новых технологий и приборов для дома.

### Технологии и приборы
- 1954 — антипригарное покрытие, первая сковорода с антипригарным покрытием;
- 1974 — газовые зажигалки и приборы для приготовления вафель/сэндвичей;
- 1981 — первый утюг с электронным термостатом;
- 1982 — первый электрический чайник Tefal, нацеленный на рынок Великобритании;
- 1987 — первая фритюрница с термоизолированными пластиковыми стенками;
- 1988 — новая концепция Ultrabase с антипригарным покрытием Ultra-T-Plus, в 2 раза более устойчивая к царапинам;
- 1990 — новая серия утюгов с интегрированной защитой от накипи Aquagliss;
- 1994 — посуда Armatal, более устойчивая к деформации и образованию царапин, и первая фритюрница со съемной чашей с антипригарным покрытием;
- 1995 — скороварка Clipso с эксклюзивной системой открытия/закрытия одной рукой;
- 1996 — посуда Eureka со съемной ручкой;
- 1999 — первый кухонный комбайн, в чаше которого можно смешивать и обрабатывать ингредиенты, готовить в духовке или микроволновой печи, подавать на стол и хранить пищу;
- 2000 — ThermoSpot — первый индикатор нагрева, интегрированный в антипригарное покрытие;
- 2002 — весы Bodymaster с технологией измерения распределения веса между жировой и мышечной массами;
- 2003 — раклет;
- 2007 — создание первой многофункциональной фритюрницы, в которой можно готовить 1 кг картофеля на 1 ложке масла;
- 2009 — Tefal выпустила миллиардную сковороду[5].